# Теребешть
Теребешть, Теребешті (рум. Terebești) — село у повіті Сату-Маре в Румунії. Адміністративний центр комуни Теребешть.
Село розташоване на відстані 444 км на північний захід від Бухареста, 17 км на південний захід від Сату-Маре, 120 км на північний захід від Клуж-Напоки.

## Населення
За даними перепису населення 2002 року у селі проживали 637 осіб.
Національний склад населення села:
| Національність | Кількість осіб | Відсоток |
| -------------- | -------------- | -------- |
| румуни         | 287            | 45,1%    |
| цигани         | 226            | 35,5%    |
| угорці         | 87             | 13,7%    |
| німці          | 36             | 5,7%     |

Рідною мовою назвали:
| Мова      | Кількість осіб | Відсоток |
| --------- | -------------- | -------- |
| румунська | 339            | 53,2%    |
| циганська | 168            | 26,4%    |
| угорська  | 129            | 20,3%    |